# Bicepscurl

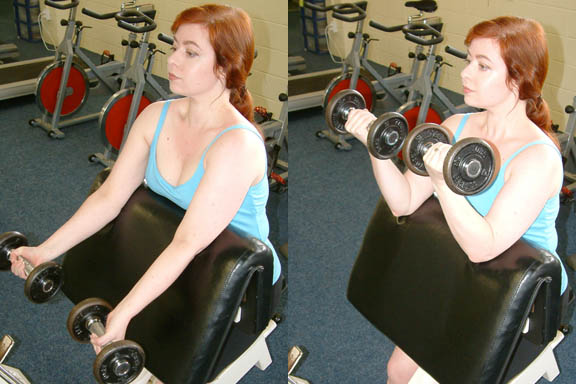
En övning för överarmen, i det här fallet kallad scottcurl.

Hantelcurl eller Hantelarmböj är en övning inom bland annat styrketräning. Med denna övning aktiveras i första hand överarmens framsida, men ett antal muskler brukar bli inblandade. Det finns ett antal varianter på denna övning, såsom Hantelcurl med vridning, Hammercurl, Scottcurl, Koncentrationscurl och bicepscurl i maskin.

## Aktiverade muskler
- Biceps brachii
- Brachialis
- Brachioradialis